# Narodna čitaonica
Narodna čitaonica desetljećima djeluje kao jedna od središnjih točaka kulturnog i društvenog života u gradu Rijeci. Osnovana je 1849. godine pod imenom Narodna čitaonica riečka u jeku jačanja ilirskog pokreta, a kontinuirano djeluje do danas kao odjel Gradske knjižnice Rijeka čime je postala najstarija riječka kulturna usluga. 

## Razvoj
Nakon ulaska u Rijeku, Josip Bunjevac sagledao je situaciju u gradu, položaj hrvatskog jezika, pa i položaj Hrvata. Stoga je 14. siječnja 1849. sazvao istaknutije građane na sastanak svrha čega je bila osnovanje „domorodnoga“ hrvatsko-slavenskog društva. Bio je to zametak aktivnosti iz kojih će se razviti Narodna čitaonica riečka.
Svrha novonastalog društva opisana je riječima „družtvo Narodne itaonice ima za sverhu narodnu duševnu prosvetu.“ Uz plemiće članovi su bili pripadnici više građanske klase – odvjetnici, brodovlasnici, liječnici, profesori, trgovci, činovnici, svećenici (katolički i pravoslavni). U memoarskim zapisima Moje življenje u kojima Janez Trdina opisuje svoj život u Rijeci, o članstvu Čitaonice kaže: Družili so se tu trgovci, morski kapitani, upokojeni gražanski časniki, profesorji, uradniki, katoliški in pravoslavni popi itd.“ Članovi nisu bili samo Hrvati - posebno je u čitaonici bio omiljen ruski konzul Leonid V. Berezin koji je Rijeku napustio 1871. godine. 
Nakon niza lutanja po gradskim prostorima Čitaonica 1890. godine seli u prostor na Korzu gdje djeluje i danas, a selidba je proslavljena sjajnim plesom. Čitaonica nije bila mjesto posvećeno samo čitanju već i žila kucavica samog društvenog života.  
Najvažniji se događaj zbio 2. i 3. listopada 1905. godine, kada je u prostorijama Čitaonice održana međustranačka konferencija povjerljive naravi. Tu je, pod vodstvom Ante Trumbića i Frana Supila, izglasana i donesena Riječka rezolucija. Politička dimenzija čitaonice izazvala je demoliranje njenih prostorija od strane talijanaški nastrojenih ardita početkom srpnja 1919. godine. 
I u kasnijem razdoblju odlazak u Narodnu čitaonicu bio je uzbudljivo iskustvo. Na rad Čitaonice je motrila policija, pa jedan izvještaj govori o plesu 1927. godine na kojem je nadzor policije potrajao do 2 sata i 30 minuta u noći.

## Sadašnjost
Narodna čitaonica je danas mjesto na kojem se na temelju tekuće nabave može redovito koristiti 90 naslova:  
- Dnevne novine (u više primjeraka)
- tjednici
- stručno-popularni časopisi
- gradska periodika
- periodika za mlade
- strana periodika